# TMT Pascal
TMT Pascal — проприетарный 32-битный компилятор, разработанный американской компанией TMT Development Corporation, и язык — расширенный Object Pascal. Изначально TMT Pascal позволял создавать программы для операционной системы OS/2 и 32-битного защищённого режима MS-DOS. Чуть позже разработчиками была добавлена возможность создавать полноценные приложения для платформы Win32.
TMT Pascal стал первым компилятором, который позволял создавать 32-битные приложения защищённого режима MS-DOS, используя DPMI-сервис, предоставляемый такими популярными DOS-экстендерами. Кроме того, авторы этого компилятора впервые дополнили Паскаль полноценной перегрузкой операторов, что впоследствии было перенято разработчиками других диалектов языка (Delphi, Free Pascal и др.). Ещё одним добавлением стала реализация с-подобных операций присваивания с инкрементом и декрементом: «+:=» и «-:=».
У TMT Pascal есть своя IDE c подсветкой синтаксиса и многоуровнего undo (хотя до выпущенной в 2001 году версии 4.0 в ней не было отладчика). Код с использованием графики под DOS и для Windows дает такой же эффект и не требует переделки. Под DOS графика реализована через VESA, а под Windows через DirectX. Поэтому на нем удобно писать программы для демосцены.
Примечательно, что TMT Pascal создали российские программисты — Антон Москаль и Вадим Бодров. После выпуска TMT Pascal 4 проект был перепродан сторонней фирме и переименован в Framework Pascal. Затем код компилятора был портирован с Watcom C на C++ и была выпущена версия компилятора TMT Pascal Multi-target v5.0 для платформ DOS32, Windows и Linux. В начале 2000-х годов было также объявлено о начале работы над проектом TMT .NET.